# Ivan Setta
Ivan Silva de Vaz Setta (Rio de Janeiro, 1 de fevereiro de 1946 — Rio de Janeiro, 6 de abril de 2001) foi um ator e dramaturgo brasileiro.

## Carreira
Começou sua carreira no teatro em 1966. A estreia aconteceu em peças infanto-juvenis no Tablado, sob a direção de Maria Clara Machado. A partir da década de 70, Setta passou a atuar também no cinema. Entre os destaques estão A Dama do Lotação, Lúcio Flávio, o Passageiro da Agonia e Tiradentes (filme). Em 1973, o ator descobriu outra vocação. Setta virou dramaturgo e escreveu, junto com sua irmã, Vera Setta, e com Dudu Continentino, a peça Verbenas de Seda. Mas foi na televisão que Setta tornou-se popular e ganhou a fama de mau. Nove entre dez de seus personagens eram vilões. Participou de sucessos como O Rebu, Senhora (telenovela), Sem Lenço, sem Documento, Feijão Maravilha e Roque Santeiro. O último trabalho na tevê foi em 1998 na extinta Rede Manchete, na novela Mandacaru (telenovela). 
Morreu de câncer no cérebro, em 6 de abril de 2001 aos 55 anos, no Instituto Nacional do Câncer, no Rio de Janeiro. Foi sepultado no Cemitério de São João Batista, em Botafogo, zona sul da cidade.

## Vida pessoal
Ele foi irmão de Vera Setta e tio de Morena Baccarin, ambas atrizes.

## Filmografia

### Televisão
| Ano       | Título                    | Papel                                                                  |
| --------- | ------------------------- | ---------------------------------------------------------------------- |
| 1974      | O Rebu                    | Morel                                                                  |
| 1975      | Senhora                   | Afonso                                                                 |
| 1976      | Anjo Mau                  | Bodoque                                                                |
| 1977      | Sem lenço, sem documento  | Bilé                                                                   |
| 1978      | Sítio do Picapau Amarelo  | Burro Falante                                                          |
| 1978      | Viva o Gordo              | (vários personagens)                                                   |
| 1979      | Feijão Maravilha          | Coruja                                                                 |
| 1982-1986 | Os Trapalhões             | (várias personagens)                                                   |
| 1983      | Bandidos da Falange       | Sousa                                                                  |
| 1984      | Meu destino é pecar       | Rubens                                                                 |
| 1984      | Padre Cícero              | Encourado                                                              |
| 1985      | Grande Sertão: Veredas    | Aristides                                                              |
| 1985      | Roque Santeiro            | Ator que vive o Navalhada ( na Gravação da "A saga de Roque Santeiro") |
| 1986      | Caso Especial             | Estrela do Mar                                                         |
| 1987      | Corpo Santo               | Pé Frio                                                                |
| 1988      | Sassaricando              | Abuzanja                                                               |
| 1988      | Olho por Olho             | Edgar                                                                  |
| 1989      | Kananga do Japão          | Graciliano Ramos                                                       |
| 1989      | Que Rei Sou Eu            | Soldado                                                                |
| 1990      | Araponga                  | Preá                                                                   |
| 1990      | Escrava Anastácia         | Mercador de Escravos                                                   |
| 1992      | Tereza Batista            | Vavá                                                                   |
| 1993      | Guerra sem fim            | Sandro Neném                                                           |
| 1993      | O Marajá                  | Lúcio C. Vulgo                                                         |
| 1993      | Sex Appeal                |                                                                        |
| 1994      | Confissões de Adolescente | José Carlos                                                            |
| 1994      | Clube do Seu Boneco       |                                                                        |
| 1997      | Mandacaru                 | Maritaca                                                               |
| 2000      | Aquarela do Brasil        | Luís                                                                   |

### Cinema
| Ano  | Título                               |
| ---- | ------------------------------------ |
| 1967 | A Espiã que Entrou numa Fria         |
| 1970 | A Dança das Bruxas                   |
| 1970 | Anjos e Demônios                     |
| 1970 | Pais Quadrados, Filhos Avançados     |
| 1975 | As Aventuras Amorosas de um Padeiro  |
| 1975 | A Extorsão                           |
| 1977 | Lúcio Flávio, o Passageiro da Agonia |
| 1978 | Se Segura, Malandro!                 |
| 1978 | A Dama do Lotação                    |
| 1983 | Um Sedutor Fora de Série             |
| 1983 | O Mágico e o Delegado                |
| 1985 | Além da Paixão                       |
| 1986 | Fulaninha                            |
| 1987 | Romance da Empregada                 |
| 1987 | Churrascaria Brasil                  |
| 1990 | Corpo em Delito                      |
| 1992 | Kickboxer 3: The Art of War          |
| 1996 | Sombras de Julho                     |
| 1996 | Sambólico                            |
| 1999 | Tiradentes                           |